# Gentiana catesbaei
Gentiana catesbaei là một loài thực vật có hoa trong họ Long đởm. Loài này được Walter mô tả khoa học đầu tiên năm 1788.